# Oogknipreflex
De oogknipreflex is de automatische sluiting van de oogleden die wordt geregeld door de musculus orbicularis oculi. De reflex kan worden opgeroepen door een luchtstootje tegen het hoornvlies, of door een intense geluidsprikkel zoals een puls van witte ruis van 200 msec en 90 dB.

## Onvoorwaardelijke reflex
In het eerste geval, dus bij prikkeling van het hoornvlies, is er sprake van een onvoorwaardelijke reflex van het ruggenmerg. Hierbij loopt sensorische informatie naar de kernen van de nervus trigeminus. Vervolgens wordt de informatie langs directe en indirecte zenuwbanen (via de formatio reticularis) naar de motorische kernen van de nervus facialis geleid. Deze kernen sturen vervolgens de ooglidspieren aan. Het elektromyogram van de musculus orbicularis oculi wordt beschouwd als de meest prominente component van de oogknipreflex.

## Voorwaardelijke reflex
De oogknipreflex is veelvuldig toegepast in experimenten naar klassiek conditioneren. Door bijvoorbeeld een zachte toon te combineren met een luchtstootje tegen het oog kan een voorwaardelijke oogknipreflex op de toon worden gevormd. Deze reactie wordt gestuurd door de motorische kernen (nucleus dentatus en nucleus interpositus) in de kleine hersenen. Bij vernietiging van deze kernen verdwijnt de oogknipreflex op de voorwaardelijke prikkel (de toon), terwijl de reflex op de onvoorwaardelijke prikkel (de luchtstoot) gehandhaafd blijft.

## Schrikreactie
In het tweede geval, de oogknippering op een luide toon, vormt de oogknipreflex onderdeel van de schrikreactie.Hierbij is een ander circuit van het zenuwstelsel betrokken. Deze reactie kan worden versterkt door de toestand van angst.